# 河渡橋
河渡橋（ごうどばし）は、岐阜県岐阜市の長良川にかかる岐阜県道92号岐阜巣南大野線・岐阜県道195号岐阜千本松原公園自転車道線の橋である。

## 概要
中山道に該当し、河渡はかつての中山道河渡宿があった地である。
現在の橋は4代目である。初代は1881年（明治14年）、中山道河渡の渡しに替わって造られた木橋（延長：233m、幅員3.3m）である。この橋は1891年（明治24年）まで有料であった。
1946年（昭和21年）9月開通の3代目の橋（橋長：266.60m）までは、「合渡橋」という名前であった。
岐阜県道195号岐阜千本松原公園自転車道線（長良川）はこの橋より上流では長良川の左岸、下流では右岸の堤防を通っており、この橋で長良川を渡る。

## 諸元
- 供用開始：1980年（昭和55年）12月
- 延長：374.7m
- 幅員：19.3m
- 橋梁形式：三径間連続鈑桁橋
- 所在地：岐阜県岐阜市江崎北 - 河渡（一般には鏡島と河渡を結ぶ橋）

## その他
- 揖斐川にかかる平野庄橋が、1981年の架け替えまではよく神戸橋（ごうどばし）と呼ばれていたことから、地域によってはどちらのゴウド橋なのか確認するシーンがよくあった。
- かつて長良川左岸側の河渡橋への取り付け道路の南側には、1964年（昭和39年）10月4日に廃止された名古屋鉄道名鉄鏡島線の西鏡島駅（1954年（昭和29年）9月10日から1957年（昭和32年）9月4日までの名称は、合渡橋駅）が存在した。鏡島線廃止後は名鉄バス→岐阜バスの西鏡島バス停のバス転回場に転用されたが、現在は住宅地となっている。
- 毎年11月には、近隣でお祭りが開催されている。